# 凹乳芹属
凹乳芹属（学名：Vicatia）是伞形科下的一个属，为多年生草本植物。该属共有约4种，分布于印度、阿富汗和巴基斯坦等国。